# Pterolophia bimaculata
Pterolophia bimaculata là một loài bọ cánh cứng trong họ Cerambycidae.